# Schlacht von Inab
In der Schlacht von Inab besiegte Nur ad-Din am 29. Juni 1149 Raimund von Antiochien.

## Vorgeschichte
Nur ad-Din hatte nach dem Tod seines Vaters Zengi 1146 Aleppo unter seine Kontrolle gebracht. Er begann mit Angriffen auf das Fürstentum Antiochia und verteidigte 1148 Damaskus während des Zweiten Kreuzzugs, der mit dem Ziel begonnen hatte, die Zerstörung Edessas durch Zengi 1144 zu rächen. Im Juni 1149 fiel er in Antiochien ein und belagerte die Festung Inab mit Hilfe Unurs von Damaskus und einer turkmenischen Armee. Nur ad-Din hatte ungefähr 6.000 Soldaten, zumeist Kavallerie, zu seiner Verfügung.

## Die Schlacht
Nachdem Nur ad-Din Raimund von Antiochien bei Baghras besiegt hatte, zog er nach Süden um Inab zu belagern. Raimund, unterstützt durch den Assassinenführer Ali ibn-Wafa, kam Inab zu Hilfe. Nur ad-Din überschätzte die Größe des anrückenden Heeres, deshalb ordnete er einen Rückzug an. Raimund wollte die Besatzung Inabs verstärken, obwohl Ali davon abriet. Nur ad-Din erfuhr inzwischen die wahre Stärke der gegnerischen Streitmacht, die nämlich ca. 4.000 Reiter und ca. 1.000 Fußsoldaten umfasste und damit kleiner war als seine eigene.
Das christliche Heer lagerte am 28. Juni 1149 beim Brunnen von Murad in einer Bodensenke. Während der Nacht umschloss Nur ad-Dins Streitmacht das Lager. Raimund entschloss sich am Morgen zu einem Sturmangriff. Das Gelände war dafür denkbar ungünstig; als die Reiter den Hang hinaufstürmten, erhob sich angeblich der Wind und blies ihnen Sand in die Augen. Raimunds Heer wurde vernichtet, Raimund und Ali dabei getötet. Nur ad-Din ließ den Kopf Raimunds in einem Silberkasten als Geschenk an den Kalifen von Bagdad schicken. Das Fürstentum stand Nur ad-Din nun zum großen Teil offen, darunter vor allem die Straße ans Mittelmeer. Nur ad-Din zog bis an die Küste hinunter und badete als Symbol seiner Eroberung im Meer.

## Folgen
Anschließend wandte er sich gegen Antiochien selbst, war aber nicht in der Lage es zu erobern. Obwohl durch den Tod des Fürsten führerlos, wurde die Stadt durch seine Witwe Konstanze und den lateinischen Patriarchen Aimery verteidigt. Balduin III. von Jerusalem eilte aus dem Süden herbei, um die Belagerung aufzuheben.
Nach dem Sieg von Inab wurde Nur ad-Din in der islamischen Welt zum Helden gemacht. Sein Ziel war nun die Zerstörung der Kreuzfahrerstaaten und die Stärkung des Islam durch den Dschihad; er hatte bereits Religionsschulen und neue Moscheen in Aleppo errichten lassen und diejenigen aus seinem Reich vertrieben, die er für Häretiker hielt, darunter vor allem die Schiiten.